# Isidore de Polinière
Augustin Pierre Isidore de Polinière, né le 15 décembre 1790 à Vire dans le Calvados et mort le 13 juillet 1856 à Lyon, est un médecin français et membre de l’Académie des sciences, belles-lettres et arts de Lyon.

## Biographie
Issu d'une fratrie de 5 enfants, Isidore de Polinière est le seul fils de ses parents. Il naît à Vire dans le Calvados le 15 décembre 1790. Sur la volonté de son père, médecin de profession, Isidore de Polinière renonce à une carrière militaire et entreprend des études de médecine. En 1809, il est mobilisé sur le front où il exerce comme aide-chirurgien militaire. Il reprend ensuite ses études, et prend des cours de philosophie et d’histoire. Il soutient sa thèse à Paris en 1815, elle porte sur la puberté.
Après son diplôme, il s’installe à Lyon. En attendant de se faire connaître afin de se constituer une clientèle, il occupe son temps à écrire des rapports pour des concours pour des sociétés savantes. Il écrit en collaboration avec Jean-Baptiste Monfalcon, lui aussi médecin lyonnais, un rapport sur la fabrication des eaux minérales artificielles. Il obtient la médaille d’or de l’Académie des sciences, belles-lettres et arts de Lyon en 1821 pour son rapport sur « les avantages et les inconvénients respectifs des hôpitaux et des soins à domicile pour les malades indigents ».
En 1822, il participe aux concours de l’Hôtel-Dieu afin de devenir médecin suppléant. Il est classé premier et devient aussitôt médecin titulaire. Il est élu deux fois président de la société de médecine. Puis il est nommé secrétaire général du Conseil de salubrité. En 1832 il quitte l’Hôtel-Dieu et devient médecin à l’hospice de la charité.
A la suite de son intervention auprès de René Auguste de Brosses durant la révolution de 1830, où il insiste à ne pas répandre de sang inutilement, il obtient le titre de Baron en 1844.
Il meurt le 13 juillet 1856.

### Sociétés savantes
Isidore de Polinière est élu membre de l’Académie des sciences belles-lettres et arts de Lyon en 1832. En 1847, à la création des différentes classes, il occupe un siège à la classe des sciences. Il est président de l’académie en 1836 et en 1845.

## Publications
- Essai sur la puberté : thèse méd. Paris no 157, Paris, Didot, 1815, 36 p..
- Rapport sur la fabrique des eaux artificielles de P. Bourgeois  (Avec J. B. Monfalcon), Lyon, Impr. Louis Perrin, 1825.
- Traité de la salubrité des grandes villes, suivi de L’hygiène de Lyon  (Avec J. B. Monfalcon), Paris, Baillière, 1846, VIII et 551 p..
- Considérations sur la salubrité de l’Hôtel-Dieu et de l’hospice de la Charité par le Docteur Baron de Polinière, Lyon, Impr. Louis Perrin, 1853.